# Villa Flora
Le musée d'art Villa Flora à Winterthour, sis dans la demeure patricienne des époux Hahnloser-Bühler, a été ouvert au public en mai 1995. Cette villa située dans le quartier résidentiel de la ville, présente un ensemble de tableaux nabis et fauves, réunis entre 1907 et 1932 par le Dr Arthur Hahnloser (1870 - 1936) et sa femme Hedy Hahnloser-Bühler (1873 - 1952).

## Histoire
La villa construite en 1846, appartient successivement au grand-père puis au père (Karl Bühler-Blümer) de Hedy Hahnloser. Au corps de logis initial de style néoclassique, s'ajoutèrent entre 1862 à 1927 des agrandissements et transformations qui en font une élégante villa. La dernière rénovation a été effectuée avant l'ouverture au public, pour y aménager un hall d'entrée.
Dès 1908, les Hahnloser entretiennent une riche correspondance avec Félix Vallotton et Henri Manguin. Grâce à eux, ils font la connaissance en particulier de Pierre Bonnard, Henri Matisse, Odilon Redon, Georges Rouault, Aristide Maillol ou encore Edouard Vuillard, qui deviennent leurs amis, et dont ils achètent de nombreuses œuvres. La collection, acquise directement chez les peintres, contribua beaucoup à faire connaître le postimpressionnisme. Ils investissent également dans l'achat d'œuvres des grands peintres : Vincent van Gogh, Paul Gauguin, Paul Cézanne, Auguste Renoir.
Après la mort de Arthur (1936) puis de Hedy (1952), leurs descendants ont créé la Fondation Hahnloser/Jaeggli. La Villa Flora a été transformée en musée en 1995 par Verena et Robert Steiger-Jäggli, une des petites-filles du couple de collectionneurs.

### Arthur Hahnloser
Né le 13 avril 1870 à Winterthur, il est le seul à ne pas suivre la profession de sa famille, active dans l'industrie du coton, en devenant médecin ophtalmologue. Il était surnommé « le médecin des pauvres » et il avait installé sa clinique dans la maison. Il se marie en 1898 et meurt le 17 mai 1936 à Cannes, dans sa demeure d'hiver.

### Hedy Hahnloser-Bühler
Hedy, fille de Karl Bühler Blumer, est née le 5 février 1873 dans une famille de fabricants de textiles à Winterthur. Elle fait des études de dessin à Saint-Gall et suit une courte formation de peintre à Munich. Ses dons la poussent plutôt vers les arts décoratifs. Dans son atelier à la Villa Flora, elle dessine des dessous de meubles, des coussins, des meubles pour enfants et des jouets. Elle meurt en 1952.

## Collection
La collection comprend des œuvres importantes d'artistes tels que : Pierre Bonnard, Paul Cézanne, Giovanni Giacometti, Vincent van Gogh, Ferdinand Hodler, Aristide Maillol, Henri Manguin, Albert Marquet, Henri Matisse, Odilon Redon, Pierre-Auguste Renoir, Auguste Rodin, Georges Rouault, Ker-Xavier Roussel, Henri de Toulouse-Lautrec, Félix Vallotton, Édouard Vuillard et Friedrich Wield (de). La collection est cotée comme un bien culturel d'importance nationale suisse.

### Œuvres

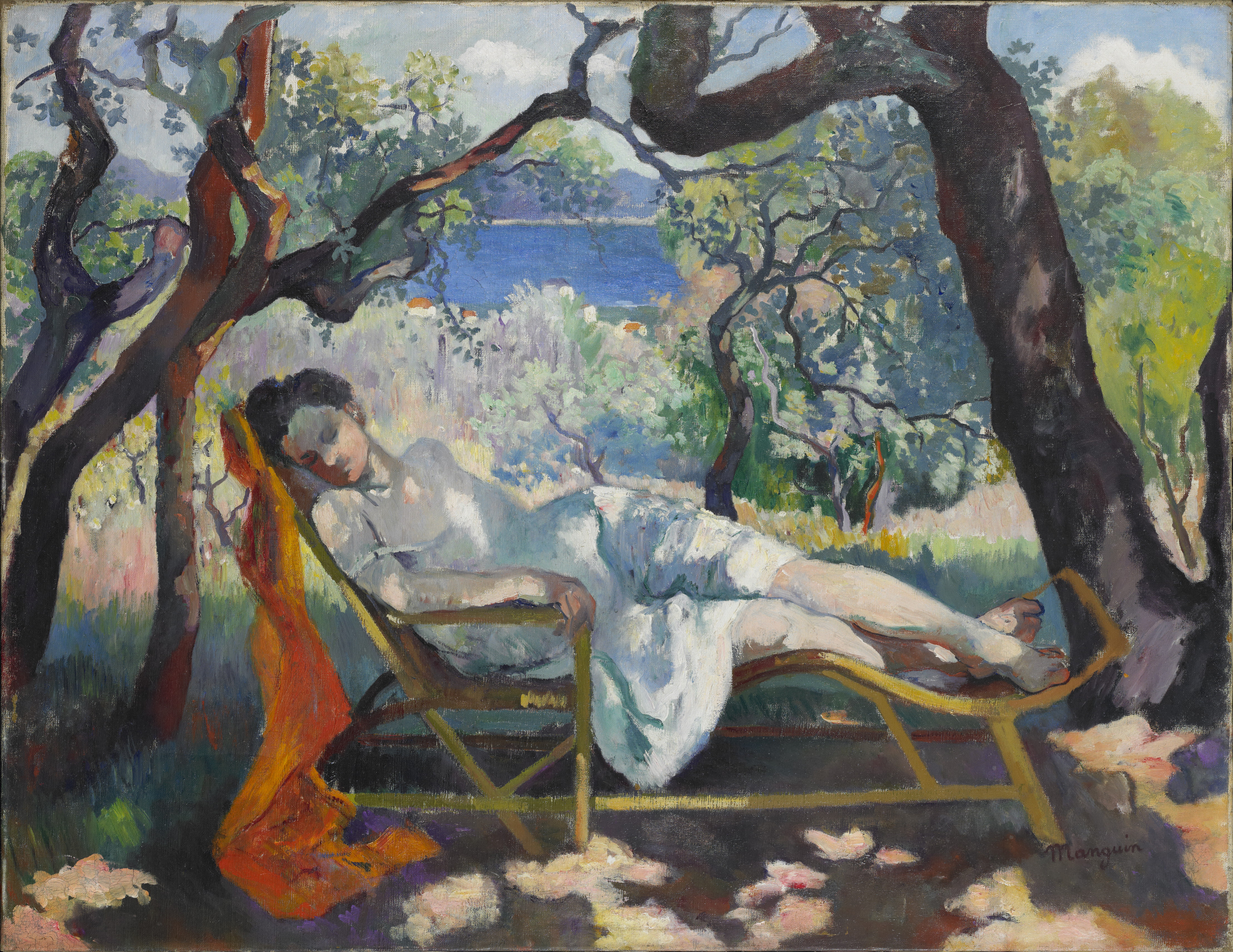
La Sieste, par Henri Manguin en 1905.

- La Fête du 14 juillet à Paris, par Vincent van Gogh en 1886.
- Le Semeur, par Vincent van Gogh en 1888.
- L'Enfant à l'orange, par Vincent van Gogh en 1890.
- La Sieste, par Henri Manguin en 1905.
- Le Chapeau violet, par Félix Vallotton en 1907.
- La Blanche et la Noire, par Félix Vallotton en 1913.
- Le Thé, par Pierre Bonnard en 1917.
- Nice, cahier noir, par Henri Matisse en 1918.

## Anecdote
Certaines peintures qui décoraient les murs de la Villa Flora faisaient jaser en ville et les parents interdisaient à leurs enfants de visiter cette maison, en raison des femmes nues exposées sur les murs.